# Кеть
Кеть (рос. Кеть) — річка в Росії, права притока Обі, тече територією Красноярського краю і Томської області.

## Фізіографія
Кеть починається на південному сході Західно-Сибірської рівнини у болотах обсько-єнісейського вододілу на заході Красноярського краю (Великомуртинський район) неподалік від Єнісею. Спочатку вона тече на північний захід; після злиття з правою притокою Сочуром повертає на захід, але невдовзі після цього приймає до себе води лівої притоки Єлової і повертає на північ. На цьому відрізку вона перетинає кордон Красноярського краю і потрапляє до території Томської області. Біля села Усть-Озерне Кеть зливається з правою притокою Озерною і звертає на захід. Цей напрямок вона утримує, трохи відхиляючись на південь, до самого злиття з Об'ю. До впадіння правої притоки Орловки Кеть дуже звивиста, нижче розгалужується на численні протоки, багато з яких мілководні і порожисті і за низької води часто пересихають. Кеть впадає в Об двома рукавами: коротким Тогурським дещо нижче села Колпашево (Колпашевський район), і значно довшим Наримським, який близько 100 км тече паралельно основному руслу Обі і зливається з нею біля села Нарим (Парабельський район).
Основні ліві притоки — Мендель, Єлова, Чачамга, праві — Сочур, Озерна, Орловка, Лисиця, Єлтирева; у Наримський рукав впадають Піковка, Куржина і Пайдугіна. Річка має рівнинний характер на всьому протязі.

## Гідрологія
Довжина Кеті 1621 км, площа басейну 94,2 тис. км². Середньорічний стік, виміряний за 236 км від гирла становить 502 м³/c. Кеть замерзає наприкінці жовтня — початку листопада, скресає наприкінці квітня — початку травня.

## Інфраструктура
Населені пункти на Кеті: Маковське, Айдара, Катайга, Усть-Озерне, Степанівка, Макзир, Клюквинка, Білий Яр, Юдино, Усть-Річка, Родионівка, Типсино, Новоселово, Волково, Тогур, біля гирла Наримського рукава — Нарим.
Річка судноплавна на 705 км від гирла, до впадіння її правої притоки Озерної і розташованого на її березі села Усть-Озерне.
Наприкінці XIX ст. був побудований судноплавний Об-Єнісейський канал, який мав об'єднати басейни двох великих сибірських річок, утворивши водний шлях через весь Сибір від Уралу до Байкалу. Канал з'єднав притоку Кеті Озерну через кілька малих річок з Великим Касом, притокою Єнісею. Однак оскільки канал пролягав через рідконаселену місцевість, був дуже мілководним, а через суворий місцевий клімат навігація по ньому була можлива лише 3,5 місяців на рік, великого транспортного значення він не набув, а після введення в експлуатацію Транссибірської залізниці прийшов в цілковитий занепад і після 1917 року більше не використовувався.
Білий Яр — кінцевий пункт залізничної гілки Тайга — Томськ — Асіно — Білий Яр, яка відходить від Транссибірської магістралі.